# Растелли, Энрико
Энри́ко Расте́лли (итал. Enrico Rastelli; 19 декабря 1896, Самара — 13 декабря 1931, Бергамо) — итальянский цирковой артист, жонглёр. Один из самых известных итальянских цирковых артистов XX века.

## Биография
Родился 19 декабря 1896 года в российском городе Самаре, где его родители — итальянские цирковые артисты Альберто Растелли и Джулия Бедини — находились на гастролях. Первые годы жизни провёл частично в итальянском городе Бергамо, а частично — в турне по разным странам вместе с родителями. В детстве был отдан родителями в обучение игре на скрипке, но вскоре бросил это занятие, поскольку обнаружился его большой талант к жонглированию. Родители создали «Трио Растелли», с которым всей семьёй выступали в различных цирках. Трио много гастролировало, особенно по Российской империи и странам Дальнего Востока. В России Растелли брал уроки танца у Вацлава Нижинского, а в Японии у человека по имени Такасима выучился особой технике жонглирования под названием «авата», при которой на деревянной планке, которую надлежит держать в зубах, балансируют один или насколько мячей.
В 1915 году начал выступать в России с сольной программой цирка Труцци. После Октябрьской революции ноября 1917 года с началом гражданской войны оказался в сложном положении, пока наконец не добрался в 1919 году до Одессы, откуда был эвакуирован на судне Roma, отправленном итальянским правительством для вывоза соотечественников. Однако, поскольку в Италии он был практически неизвестен, в течение последующих двух лет работал в малоизвестных цирках.
Всё изменилось в 1921 году, когда его выступление случайно увидел британский импресарио Генри Шерек, которому настолько понравилось выступление, что он тут же организовал ему большое континентальное турне. Эти первые за много лет гастроли Растелли имели большой успех, жонглёр выступил во многих известнейших залах — таких, как парижская «Альгамбра» или лондонская «Олимпия». В декабре 1922 года Энрико подписал договор с известным американским импресарио Хербертом Маринелли (Herbert Marinelli), организовавшим ему обширное турне по Соединённым Штатам в следующем году. В ходе этих гастролей бывший незадолго до этого малоизвестным жонглёр получал внушительный гонорар в 750 долларов США в неделю (около 13 000 долларов в ценах 2023 года).
По возвращении из американского турне Растелли стал общеевропейской знаменитостью — он выступал в лучших залах европейских столиц, знаменитости разных стран искали знакомства с жонглёром, творческие люди посвящали ему свои произведения. Так, он стал героем рисунков сестёр Веск, Оскар Шлеммер рекомендовал студентам «Баухауса» изучать тренировки Растелли, а
Иоахим Рингельнац посвятил ему стихотворение. Энрико запечатлевали самые известные фотографы в самых разных обстоятельствах — вплоть до фотографирования его сидящим в туалете и одновременно балансирующим мячом на голове. На заработанные деньги жонглёр построил в Бергамо шикарную виллу, где проводил каждое лето со своей семьёй.
В 1928 году прошло второе турне по Соединённым Штатам, в 1930 — по Германии. На 1931 год были назначены обширные гастроли по Италии, где Растелли давно не выступал, — на конец декабря было назначено выступление в Бергамо, затем должно было состояться шоу в Милане. Однако, незадолго до возвращения на родину, в Германии во время выступления у артиста случилась травма — Энрико держал в зубах деревянную планку, которой ловил мячи, бросавшиеся на сцену публикой. Один мяч был брошен со слишком большой силой, планка сдвинулась и вызвала рану ротовой полости. По приезде в Бергамо он обратился ко врачам, которые диагностировали у Энрико гемофилию и рекомендовали воздержаться в ближайшее время от выступлений. Тем не менее, жонглёр вышел на сцену, что привело к ухудшению его состояния. Энрико Растелли скончался в ночь с 12 на 13 декабря 1931 года в возрасте 34 лет.

## Вклад в цирковое искусство
Энрико Растелли создал особую технику жонглирования, соединив в ней японское балансировочное жонглирование и европейское бросковое жонглирование. Растелли сочетал эквилибристику, жонглирование и балансирование, причём мог делать всё это одновременно. Балансируя предметы, он мог при этом балансировать и сам. В 1915 году он побил рекорд по балансированию мячей, принадлежавший до этого французу Пьеру Аморо (фр. Pierre Amoros), — Растелли смог удержать 10 мячей, на один больше, чем Аморо. В 1920-х годах он создал уникальный номер «жонглёра-футболиста» — при этом Энрико жонглировал бросавшимися ему мячами, отбивая их ступнями, коленями, плечами и головой (но не руками) — до 20 мячей одновременно. Позднее он усложнил номер, добавив к нему ловлю мячей при помощи планки, которую держал в зубах. Среди номеров Растелли был и такой: он жонглировал восемью тарелками, одновременно крутил на ноге обруч и всё это проделывал, прыгая через скакалку. За прошедшие десятилетия многие из номеров жонглёра были повторены другими артистами, но некоторые до сих пор остались неповторёнными.

## Семья
В начале 1917 года женился на канатоходке Анриетте Прайс (Henriette Price), за которой до этого безуспешно ухаживал в течение нескольких лет. У пары было трое детей: Эльвира (1919), Анна (1921) и Роберто (1929).